# Urbain Audibert
Pour les articles homonymes, voir Audibert.
Urbain Audibert, né le 27 février 1789 à Tarascon et mort le 22 juillet 1846 dans la même ville, est un botaniste, agriculteur et pépiniériste français. Directeur d'une importante pépinière familiale sur le domaine de Tonnelle à Tarascon, il a contribué à des descriptions d'espèces végétales.

## Biographie

### Enfance et formation
Urbain Audibert est né dans le midi, à Tarascon le 27 février 1789. Son père dirigeait une pépinière réputée, dans la propriété familiale de Tonnelle. Urbain Audibert suit une formation en botanique à Montpellier où il suit les cours de Augustin-Pyramus de Candolle. Une fois ses études finies, il retourne dans la résidence familiale de Tonnelle où il contribue à moderniser la pépinière familiale en introduisant de nouvelles variétés de plantes dans les cultures. 

### Directeur de la pépinière de Tonnelle
À l'âge de 20 ans, son père décède, il prend la direction de l'établissement à sa suite. En 1822, il est rejoint par son frère.
Au début du XIXe siècle les pépinières n'offraient pas une offre variée de végétaux. Ainsi, proposant plus de dix mille espèces, Urbain Audibert se démarque en offrant au public une collection d'arbres forestiers, de vignes, de céréales, de plantes fourragères. La pépinière de Tonnelle était considéré comme un site remarquable, un arrêt pour les savants et les naturalistes qui voyageaient dans le midi.
Deux fois par an, des cargaisons de plantes et d'arbres partaient de la pépinière vers d'autres pays européens tels que l'Espagne, l'Angleterre, la Belgique, la Hollande, l'Allemagne, la Suisse, l'Italie, la Grèce. Mais aussi vers l'Algérie, l'Egypte, l'Amérique et l'Asie,.
Dans son temps libre, il entreprenait avec ses amis des voyages botaniques pour compléter la Flore du Midi,. Il prélevait des plantes dans les environs de Montpellier avec Alire Raffeneau Delile et Michel Félix Dunal, d'Avignon avec Esprit Requien et dans les Pyrénées avec George Bentham et a fait des herbiers à partir de plantes cultivées dans sa pépinière.
Urbain Audibert commercialisait aussi des plantes cultivées destinées à l'agriculture, telles que les céréales, maïs, mûriers, vignes, figuiers, oliviers. Il pratiquait aussi l'hybridation de certaines plantes notamment le mûrier multicaule.
Il entretient de nombreuses correspondances avec différents botanistes tels que Esprit Requien ou encore Aglaé Adanson.

### Participation à la rédaction de revues spécialisées
Il participe à la rédaction de revues spécialisées, telles que : Statistique des Bouches du Rhône, Nouveau Duhamel, Cours d'agriculture de Rougier-Labergerie, Annales de la société d'horticulture, l'Agriculture française.
Urbain Audibert est correspondant de la société centrale d'agriculture de Paris après une nomination officielle en 1840.

### Membre actif dans l'organisation du comice de Tarascon
Durant sa vie, il participe à la vie locale à Tarascon, notamment par la participation active au comice agricole, le comice de Tarascon étant devenu celui du département tout entier. Il a ainsi fondé un concours agricole dont l'édition de 1841 a eu lieu chez lui, à Tonnelle, et dont il a été membre du jury de la cinquième édition en 1844, et vice-président de la sixième en 1845 qui toutes deux se sont tenues au château de Pomeyrol, propriété du comte de Gasparin, au hameau de Saint-Étienne-du-Grès qui faisait alors partie de la commune de Tarascon.

### Mort
Atteint d'une maladie qui le fait souffrir à la fin de sa vie, il meurt le 22 juillet 1846 à l'âge de 57 ans.

## Publications
- Catalogue des végétaux de tous genres cultivés dans les jardins et pépinières du sieur Audibert aîné, marchand grainetier et pépiniériste à Tonelle, près Tarascon (Bouches-du-Rhône), Tarascon, impr. de E. Aubanel, 1817, 46 p. (BNF 30036633, lire en ligne).
- Catalogue des arbres, arbrisseaux, arbustes et plantes, cultivés dans les pépinières et serres des frères Audibert [...] à Tonelle, près Tarascon, département des Bouches-du-Rhône : Première partie. Arbres fruitiers, Tarascon, impr. de J. Bastide et Gondard, 1834-1835, 20 p. (lire en ligne).
- Catalogue des arbres, arbrisseaux, arbustes et plantes, cultivés dans les pépinières et serres des frères Audibert [...] à Tonelle, près Tarascon, (Bouches-du-Rhône) : Deuxième partie. Arbres, arbrisseaux, arbustes de pleine terre, Tarascon, impr. de Gondard, 1838, 72 p. (lire en ligne).

## Distinctions
En 1846, tout juste après son décès, Urbain Audibert a reçu la médaille d'or du ministre de l'Agriculture. Il s'agit d'une médaille qui récompense le plus honorable horticulteur de France, récompensant la culture des arbres qui permettent le reboisement des montagnes. L'établissement de MM. Auribert frères est choisi à l'unanimité pour récompenser la culture des arbres pour reboiser les montagnes en France ainsi que les envois en Algérie.
Il reçoit la Légion d'honneur,.

## Hommages
Le genre Audibertia (famille des Lamiaceae) a été nommé en son honneur.